# Sioux megye (Észak-Dakota)
Sioux megye az Amerikai Egyesült Államokban, azon belül Észak-Dakota államban található. Megyeszékhelye Fort Yates, legnagyobb városa Cannon Ball. Lakosainak száma 3898 fő (2020. április 1.). Sioux megye Morton, Corson, Grant, Emmons és Adams megyékkel határos.

## Népesség
A megye népességének változása:
| Lakosok száma | 4146 | 4247 | 4331 | 4430 | 4370 | 3898 |
|               | 2010 | 2011 | 2012 | 2013 | 2015 | 2020 |